# Plusie de la menthe
Ctenoplusia accentifera
Espèce
La Plusie de la menthe (Ctenoplusia accentifera) est une espèce de lépidoptères de la famille des Noctuidae, qui vit en climat chaud en Europe du Sud, dans le Nord de l'Afrique et au Moyen-Orient.

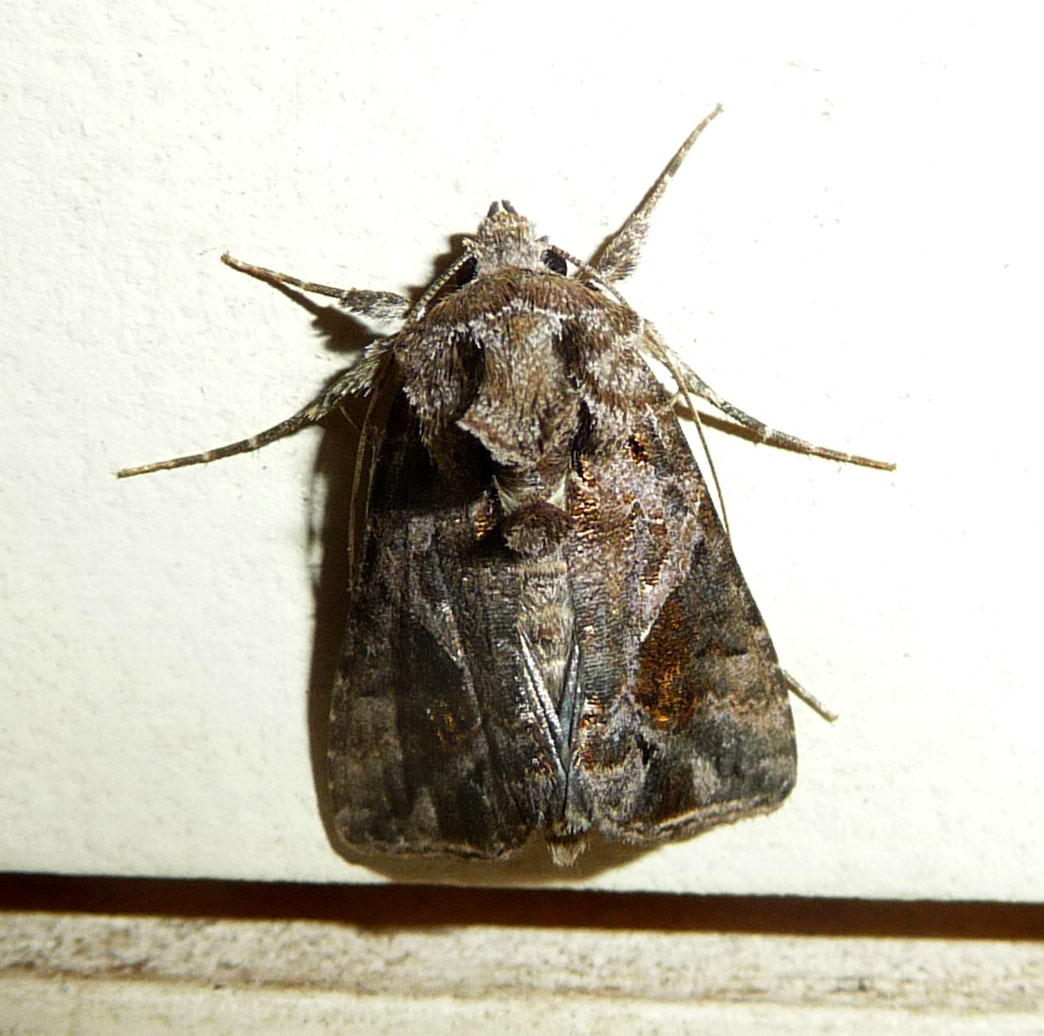
Ctenoplusia accentifera, vue de dessus

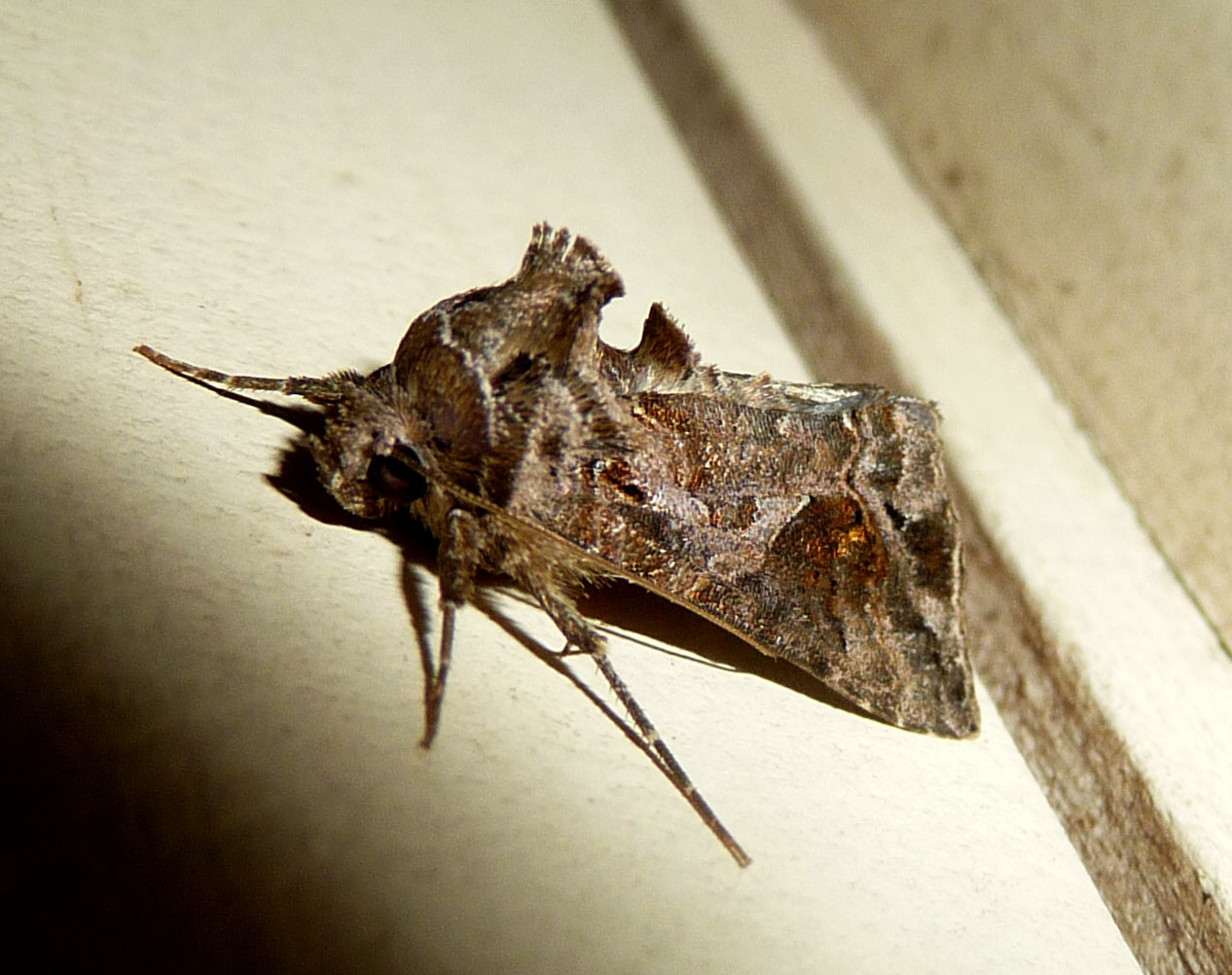
Ctenoplusia accentifera vue de 3/4

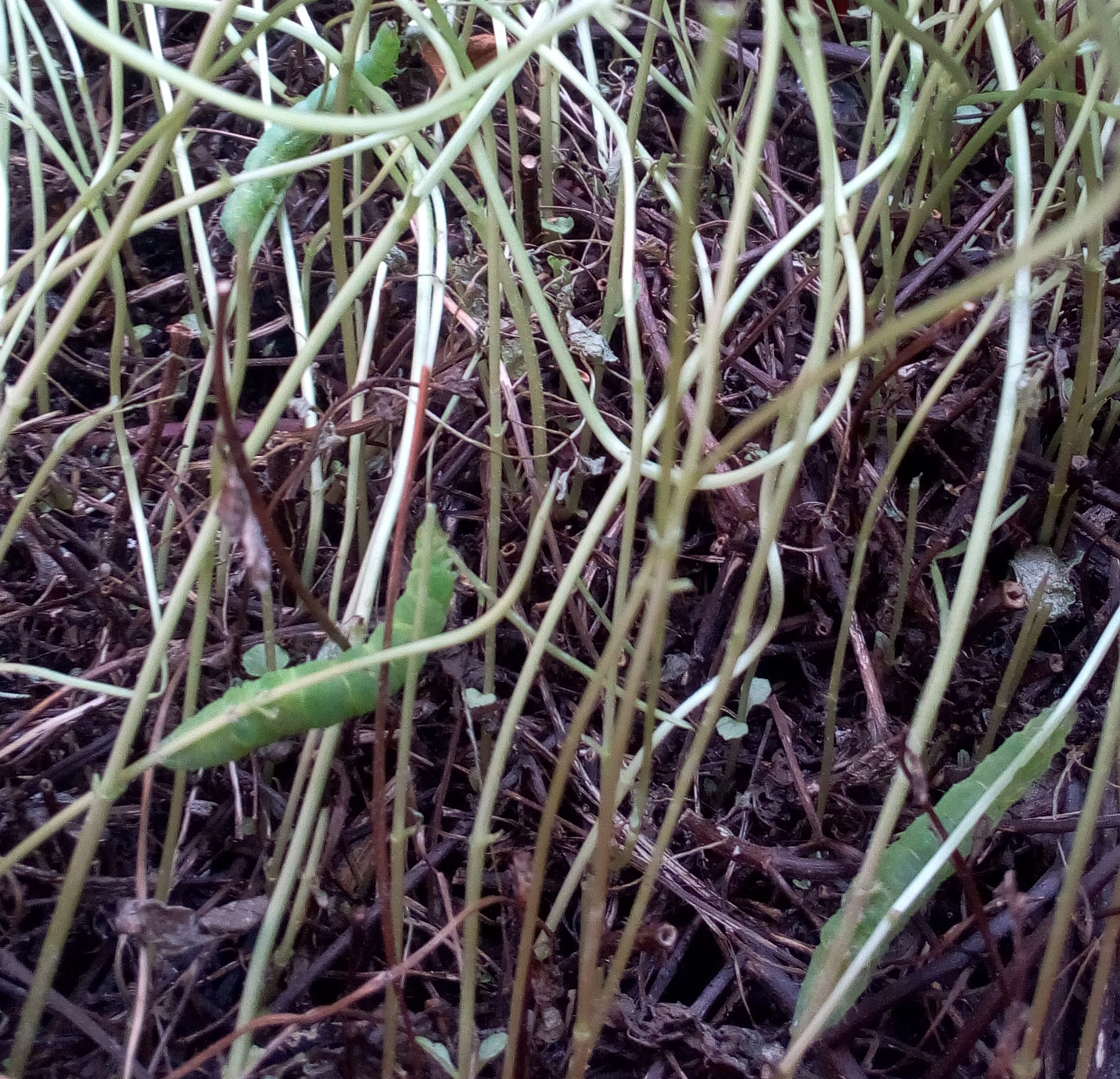
Chenilles (vertes) de la "Plusie de la menthe" après "défoliation" totale d'une menthe en pot

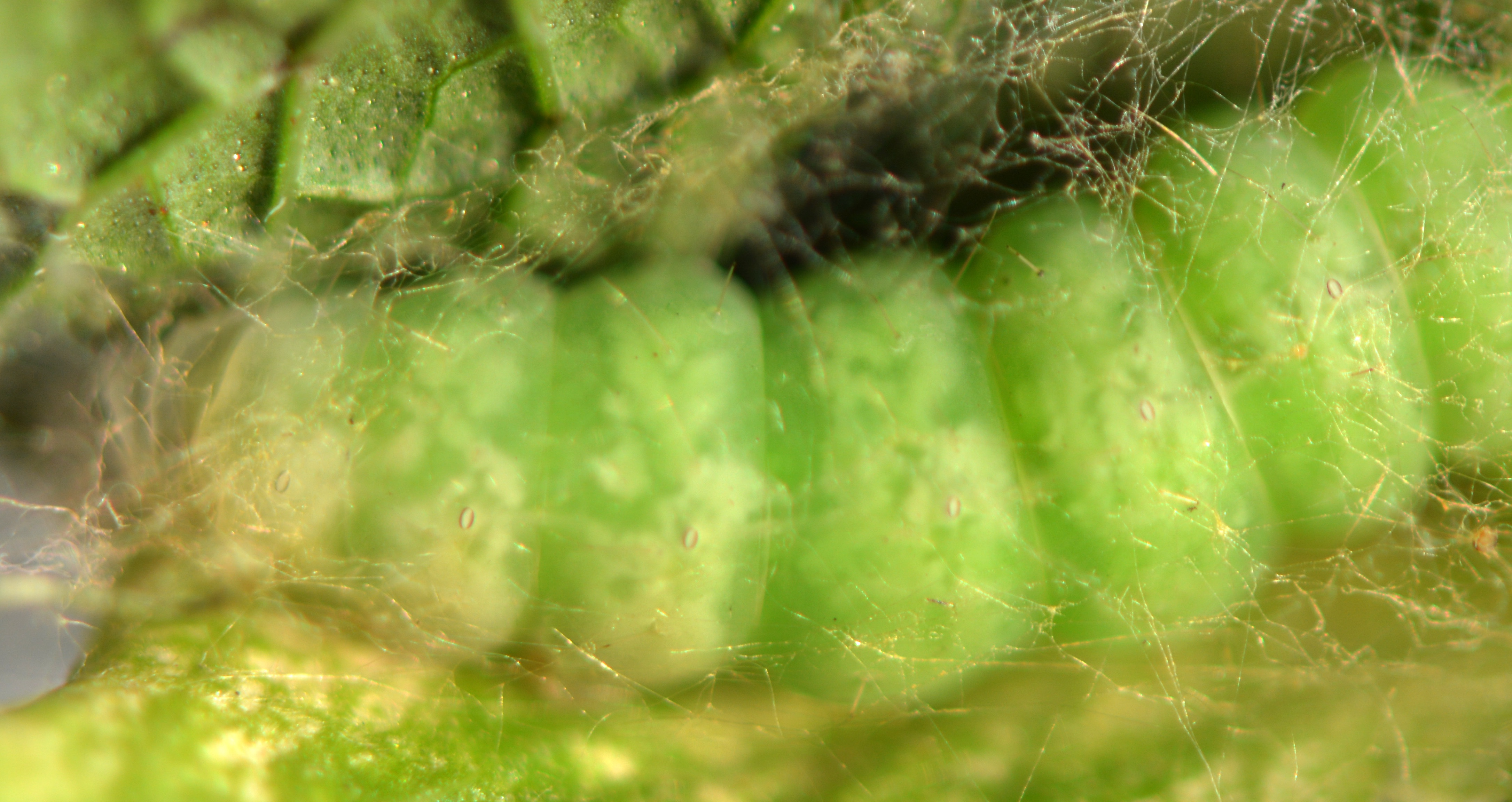
Chenille de Ctenoplusia accentifera tissant un cocon lâche de soie dans lequel elle va commencer quelques heures plus tard à produire sa chrysalide. Le soies servent aussi à coller entre elles des feuilles qui lui formeront un abri

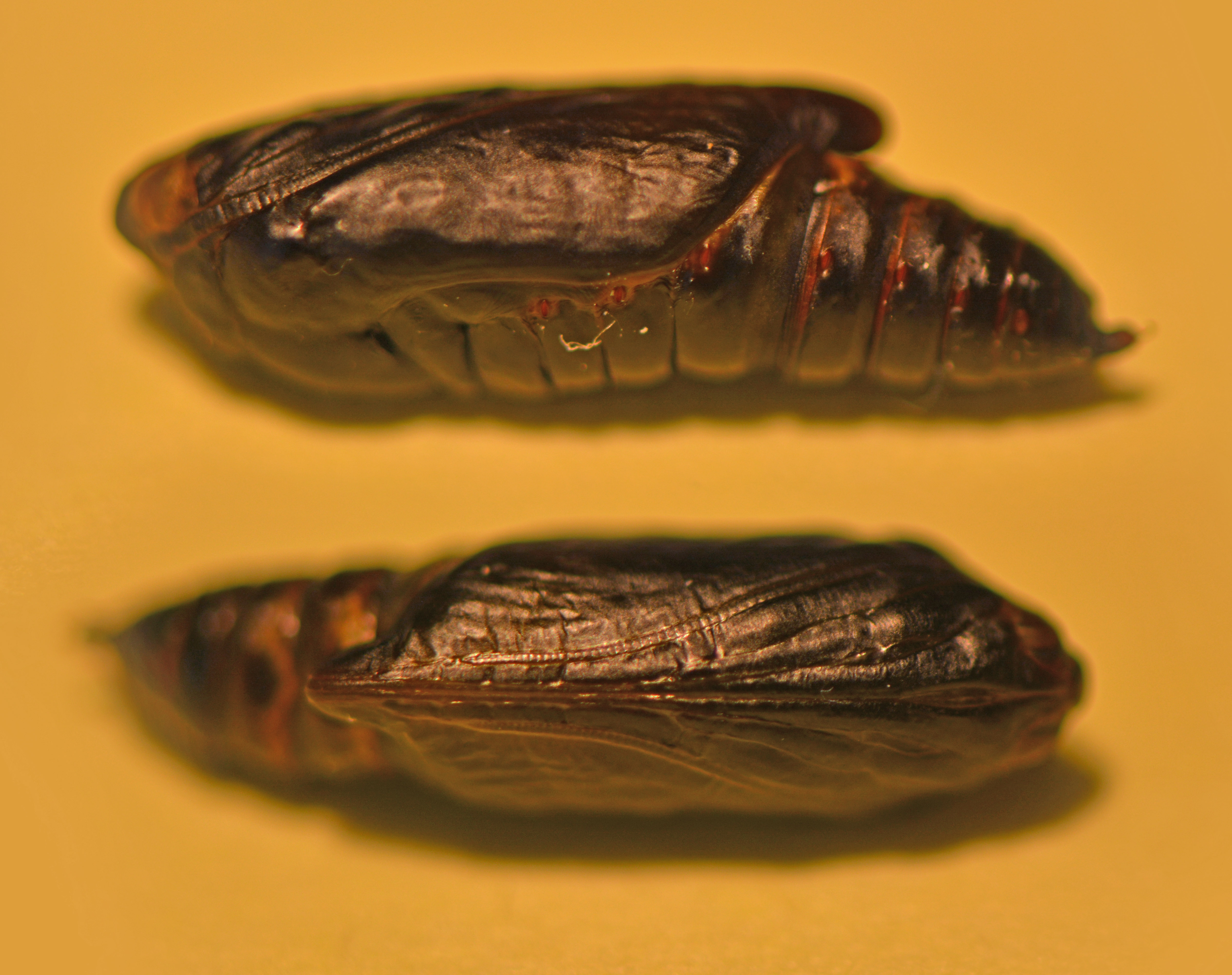
Chrysalide en cours de formation d’une Plusie de la menthe (Ctenoplusia accentifera), trouvée dans un cocon lâche dans des feuilles de menthe recroquevillées (dans le nord de la France, fin aout 2018, après une période caniculaire).

## Systématique
L'espèce Ctenoplusia accentifera a été décrite par l'entomologiste français Alexandre Louis Lefebvre en 1827, sous le nom initial de Plusia accentifera,.
Synonymes :
- Plusia l-aureum Freyer, 1831
- Ctenoplusia hieroglyphica (Freyer, 1831)
- Agrapha accentifera (Lefèbvre, 1827)

### Publication originale
- Lefebvre, A. 1827. Description de divers Insectes inédits recueillis en Sicile. Mémoires de la Société Linnéenne de Paris, 6: 94-108, pl. 5. (lire en ligne)

## Distribution
Cette espèce est signalée dans une partie du Sud-Ouest de l'Europe (de l'Espagne à la Grèce en passant par le Sud de la France et l'Italie), en Afrique méditerranéenne et tropicale, jusqu'en Éthiopie, au Proche-Orient et en Asie mineure.
En France, l'espèce est présente au moins dans les départements circumméditerranéens. 
Le réchauffement climatique pourrait favoriser sa migration vers le nord[réf. souhaitée].

## Description
La chenille est verte.
L'imago est de couleur (hétérogène) globalement brune, produisant un bon camouflage, et mesure environ 25 mm d'envergure.

## Alimentation
La chenille se nourrit au moins sur deux genres de lamiacées : Mentha et Coleus, et a été signalée sur une astéracée (la chicorée sauvage, Cichorium).

## Écologie
L'imago (papillon adulte) commence à voler au crépuscule et contribue à la pollinisation de certaines fleurs ouvertes ou accessibles la nuit. Il est ainsi en Espagne pollinisateur de plantes de la famille des Apocynaceae. Il pourrait être attiré (comme d'autres papillons de nuit) par la lumière, bien que ce soit le coucher du soleil qui, dans la nature, semble commander le début de sa phase d'activité.
Ses éventuelles capacités et activités migratoires à longue distance sont mal connues, mais une espèce proche (Ctenoplusia agnata) s'est montrée capable de longues migrations saisonnières à haute altitude et à longue distance (y compris au dessus de zones marines, comme cela a été démontré au-dessus du golfe de Bohai).
Plusieurs espèces proches sont considérés comme ravageurs de plusieurs espèces cultivées. Dans certaines conditions, un groupe de chenilles peut rapidement défolier un pied de menthe entier[réf. souhaitée].

## Habitat
Milieux ouverts et humides, et parfois champs (de menthe par exemple), jardins, friches, balcons (pots de menthe), etc.

## Espèces proches, risques de confusion
Un risque de confusion existe avec certaines espèces proches, comme Ctenoplusia polycampta.